# (7629) Foros
(7629) Foros (1977 QK1) – planetoida z pasa głównego asteroid okrążająca Słońce w ciągu 3,64 lat w średniej odległości 2,37 j.a. Odkryta 19 sierpnia 1977 roku.